# Scandinavian Cup 2022
La Scandinavian Cup 2022 sarà  un torneo di football americano.
Il 10 febbraio è stato annunciato che gli Örebro Black Knights non parteciperanno al torneo.

## Squadre partecipanti
| Club                    | Città        | Stadio | Sponsor ufficiale | Risultato nella stagione 2021               |
| ----------------------- | ------------ | ------ | ----------------- | ------------------------------------------- |
| Aalborg 89ers           | Aalborg      |        |                   | Terzi classificati del campionato danese    |
| Carlstad Crusaders      | Karlstad     |        |                   | Semifinalisti del campionato svedese        |
| Eidsvoll 1814's         | Eidsvoll     |        |                   | Terzi classificati del campionato norvegese |
| Kristiansand Gladiators | Kristiansand |        |                   | Vicecampioni della Norvegia                 |
| ( Örebro Black Knights) | Örebro       |        |                   | Campioni della Svezia                       |
| Oslo Vikings            | Oslo         |        |                   | Campioni della Norvegia                     |
| Søllerød Gold Diggers   | Rudersdal    |        |                   | Campioni della Danimarca                    |
| Stockholm Mean Machines | Stoccolma    |        |                   | Vicecampioni della Svezia                   |

## Stagione regolare

### Classifiche
Le classifiche della regular season sono le seguenti:
- PCT = percentuale di vittorie, G = partite giocate, V = partite vinte, P = partite perse, PF = punti fatti, PS = punti subiti

#### Girone A
| Pos. | Squadra                 | PCT  | G | V | N | P | PF | PS |
| ---- | ----------------------- | ---- | - | - | - | - | -- | -- |
| 1    | Aalborg 89ers           | .000 | 0 | 0 | 0 | 0 | 0  | 0  |
| 2    | Kristiansand Gladiators | .000 | 0 | 0 | 0 | 0 | 0  | 0  |
| 3    | Søllerød Gold Diggers   | .000 | 0 | 0 | 0 | 0 | 0  | 0  |
| -    | Örebro Black Knights    | -    | - | - | - | - | -  | -  |

#### Girone B
| Pos. | Squadra                 | PCT  | G | V | N | P | PF | PS |
| ---- | ----------------------- | ---- | - | - | - | - | -- | -- |
| 1    | Carlstad Crusaders      | .000 | 0 | 0 | 0 | 0 | 0  | 0  |
| 2    | Eidsvoll 1814's         | .000 | 0 | 0 | 0 | 0 | 0  | 0  |
| 3    | Oslo Vikings            | .000 | 0 | 0 | 0 | 0 | 0  | 0  |
| 4    | Stockholm Mean Machines | .000 | 0 | 0 | 0 | 0 | 0  | 0  |

## Playoff

### Tabellone
|  | Semifinali | Semifinali | Semifinali |  |  | Finale | Finale | Finale |  |
|  |            |            |            |  |  |        |        |        |  |
|  | 1A         | TBD        |            |  |  |        |        |        |  |
|  | 1A         | TBD        |            |  |  |        |        |        |  |
|  | 2A         | TBD        |            |  |  |        |        |        |  |
|  | 2A         | TBD        | TBD        |  |  |        |        |        |  |
|  |            |            |            |  |  |        |        |        |  |
|  |            |            | TBD        |  |  |        |        |        |  |
|  | 1B         | TBD        |            |  |  |        |        |        |  |
|  | 1B         | TBD        |            |  |  |        |        |        |  |
|  | 2B         | TBD        |            |  |  |        |        |        |  |

### Semifinali
| 4 giugno 2022 | TBD | – | TBD |  |

| 4 giugno 2022 | TBD | – | TBD |  |

### Finale
| 25 giugno 2022 | TBD | – | TBD |  |

## Verdetti
- TBD Vincitori della Scandinavian Cup 2022